# San José (kanton)
San José är den första kantonen i provinsen San José i Costa Rica. Kantonen täcker ett område på 44,62 km², och har en folkmängd på 346 799. Här ligger även landets huvudstad vid samma namn, San José.
Borgmästare i kantonen San José är Johnny Araya Monge.

## San Josés distrikt
De "distrikt" som utgör kantonern San José är:
- El Carmen
- Merced
- Hospital
- Catedral
- Zapote
- San Francisco de Dos Ríos
- Uruca
- Mata Redonda
- Pavas
- Hatillo
- San Sebastián